# Ji’ud
Der Jiʿud (hebräisch יִעוּד Jiʿūd, deutsch ‚Bestimmung‘, das ‚Bestimmtsein‘ für einen Belang) war Mitte der 1990er Jahre eine politische Partei in Israel.
Der Jiʿud wurde am 7. Februar 1994, im Laufe der 13. Legislaturperiode, gegründet. Damals verließen die drei Knessetmitglieder Alex Goldfarb, Esther Salmovitz und Gonen Segev die ultra-nationalistische Partei Tzomet, die konservative Ansichten in der Verteidigungs- und Außenpolitik vertrat, aber liberal in der Innenpolitik agierte, nachdem sie sich mit deren Parteivorsitzenden Rafael Eitan überworfen hatten. In einer Phase, in der Ministerpräsident Jitzchak Rabin eine Mehrheit für das Oslo-Abkommen suchte, trat die Partei Jiʿud in Rabins Regierung ein. Alex Goldfarb wurde am 2. Januar 1995 zum stellvertretenden Minister für Bau- und Wohnungswesen (englisch Deputy Minister of Housing and Construction) ernannt, während Gonen Segev am 9. Januar 1995 Minister für Energie und Infrastruktur (englisch Minister of Energy and Infrastructure) wurde. Die wenige Monate später erfolgte Zustimmung von Segev und dessen Parteifreund Goldfarb in der Knesset zum „Oslo-B“-Abkommen stieß in Medien und Öffentlichkeit auf Kritik: Der Partei Jiʿud wurde vorgeworfen, sie habe sich mit Ministerposten bestechen lassen, und Segev galt als „Wendehals“ (Der Spiegel). Nach Rabins Ermordung am 4. November 1995 gehörte der Jiʿud der nachfolgenden Regierung von Schimʿon Peres an.
Am 27. November 1995 verließen Goldfarb und Salmovitz die Partei Jiʿud, um die Partei ʿAtid zu bilden. Fortan war Segev das einzige Jiʿud-Parteimitglied in der Knesset. Goldfarb und Segev, die nun verschiedenen Parteien angehörten, übten ihre Ministerämter bis zum Ende der Legislaturperiode am 18. Juni 1996 aus. Der Jiʿud nahm in der Folge nicht mehr an Wahlen teil und löste sich auf.